# Daisy Cleverley
Daisy Grace Wilson Cleverley (Auckland, 30 aprile 1997) è una calciatrice neozelandese, centrocampista del HB Køge e della nazionale neozelandese.

## Carriera

### Gli inizi
Cleverley inizia la carriera in patria, indossando la maglia della squadra giovanile Western Springs College di Auckland, rimanendo poi nella sua area metropolitana in sequenza con Lynn-Avon United, nel New Lynn, Eastern Suburbs AFC, nel sobborgo di Kohimarama, e, a Forrest Hill, del Forrest Hill-Milford United, prima di decidere di trasferirsi negli Stati Uniti d'America per concludere il suo percorso scolastico.

### Calcio universitario
Cleverley si è iscritta alla Università di Berkeley nella primavera del 2017, affiancando al percorso accademico il suo impegno sportivo indossando la maglia della squadra di calcio femminile universitario dell'istituto, le California Golden Bears. Nel suo anno da matricola ha disputato 14 partite nella Division I della National Collegiate Athletic Association (NCAA), segnando il suo primo gol il 19 ottobre 2017 nella vittoria per 1-0 contro l'Oregon State, prima di subire un infortunio al legamento crociato anteriore che ha concluso la stagione.
Ristabilitasi dall'infortunio, l'anno successivo scende in campo in 15 incontri, 12 da titolare, terminando la stagione a pari merito con il terzo posto per numero di presenze in squadra, fornendo due assist alle compagne senza riuscire a marcare alcuna rete. In quella stagione è stata nominata nel Google Cloud Academic All-District Second Team e ha ottenuto anche la Pac-12 All-Academic Honorable Mention.
Al suo ultimo anno, come calciatrice senior ha partecipato a tutte le 21 partite delle Bears, partendo titolare 20 volte, riuscendo ad andare a rete per la prima volta nella vittoria d'esordio con il Weber State. Le sue prestazioni la premiano con l'inserimento nella selezione per il Pac-12 Academic Honor Roll e nella prima squadra del CoSIDA Academic District 8 del 2019.
In seguito si trasferisce all'Università di Georgetown a Washington, continuando l'attività agonistica in NCAA Division I con la loro squadra, le Georgetown Hoyas come Graduate Student. Alla sua prima stagione marca 14 presenze tutte da titolare, fornendo un assist e siglando una doppietta nella vittoria per 7-0 sul Villanova del 28 marzo. Grazie alle sue prestazioni viene nominata nella squadra All-East Region 2020,  centrocampista dell'anno della Big East Conference e nominata nella prima squadra All-Big East Conference.
L'anno successivo scende in campo in 19 incontri, 17 da titolare, riuscendo a marcare altre 2 reti, una doppietta nella vittoria per 6-0 sul Central Conn. St. alla penultima giornata di campionato.

### Club
Dopo essere rimasta inattiva per la prima parte dell'anno, Cleverley decide di lasciare gli States per l'Europa, firmando un contratto nel giugno 2022 con le campionesse di Danimarca in carica del HB Køge, andando a rilevare la svincolata pari ruolo statunitense Lauren Sajewich e ritrovando in squadra, e nello stesso reparto, la statunitense Kelly Fitzgerald con la quale aveva condiviso la maglia delle California Golden Bears. A disposizione del tecnico Søren Randa-Boldt, fa il suo debutto in Elitedivisionen, il livello di vertice del campionato nazionale di categoria, il 7 agosto, alla 1ª giornata di campionato, rilevando Mollie Belisle all'inizio del secondo tempo dell'incontro casalingo vinto 2-1 sul Brøndby.

### Nazionale
Cleverley viene convocata dalla Federcalcio neozelandese (NZF) per indossare la maglia della formazione Under-17 in occasione del Mondiale di Azerbaigian 2012, dove il tecnico federale Paul Temple la impiega in tutti i tre incontri del gruppo C, tutti persi, prima dell'eliminazione. Rimasta in quota anche per il successivo Mondiale di Costa Rica 2012 viene nuovamente inserita nella rosa delle 21 calciatrici in partenza dello stato centroamericano dal nuovo responsabile tecnico, il ceco Jitka Klimková. Anche in questo caso, con la squadra nuovamente inserita nel gruppo C, la Nuova Zelanda non riesce a essere sufficientemente competitiva, pareggiando per 1-1, grazie alla rete che Cleverley realizza al 69' per il parziale 1-0, il primo incontro con il Paraguay ma perdendo, entrambi per 3-0, i due successivi con Spagna e Giappone venendo eliminata già alla fase a gironi. In quell'occasione Cleverley scende in campo in tutti i tre incontri disputati dalla sua nazionale.
Nel frattempo, sempre nel 2014, arriva anche la sua prima convocazione in Under-20, inserita nella rosa delle giocatrici che disputano in Nuova Zelanda, vincendolo, il campionato oceaniano 2014 di categoria, con Cleverley protagonista di una rete e un autogol nell'incontro vinto 3-1 con Tonga. Grazie a questa vittoria la sua nazionale accede al Mondiale di Canada 2014 e il tecnico Aaron McFarland decide di rinnovarle la fiducia inserendola nella lista delle 21 ragazze in partenza per il Nordamerica. La nazionale neozelandese raggiunge in quell'occasione la sua migliore prestazione per l'U-20 femminile, superando la fase a gironi con due vittorie su tre e classificandosi al secondo posto del gruppo D dietro la Francia, per poi affrontare la Nigeria ai quarti di finale e venendo eliminata da questa dopo la pesante sconfitta per 4-1. Nel torneo FIFA Cleverley matura 4 presenze su 4 incontri disputati, tutte da titolare. Due anni più tardi il nuovo tecnico federale Leon Birnie la riconvoca per il Mondiale di Papua Nuova Guinea 2016, impiegandola in tutti i tre incontri del gruppo C nella fase a gironi e dove la sua squadra riesce a vincere, per 1-0, solo con il Ghana, perdendo i successivi incontri con Stati Uniti (3-1) e Francia (2-0), con conseguente eliminazione dal torneo.

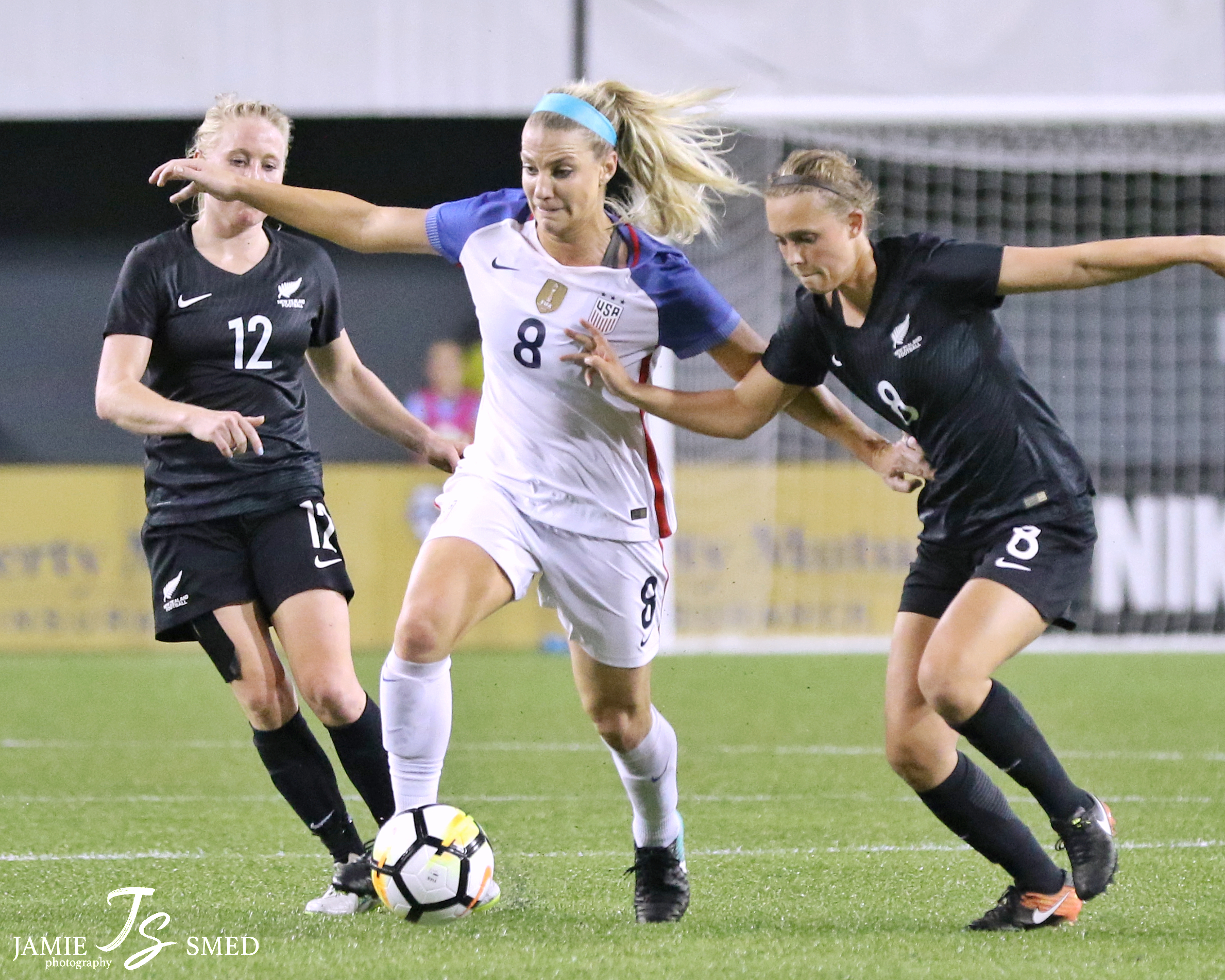
Cleverley, con il numero 8, in un contrasto con la statunitense Julie Ertz nell'amichevole con gli del 19 settembre 2017.

Entrata nell'orbita della nazionale maggiore, l'allora commissario tecnico Tony Readings decide di inserirla in rosa con la squadra che disputa, e vince, la Coppa d'Oceania di Papua Nuova Guinea 2014, e dove Cleverley apre le marcature segnando anche una seconda rete nella pesante vittoria con Tonga per 16-0, conquistando così, come da regolamento, l'unico posto disponibile per la fase finale del Mondiale di Canada 2015. L'anno seguente Readings la conferma in rosa con la squadra delle 23 ragazze che affronta in partenza per il Canada annunciata il 14 maggio 2015, senza tuttavia impiegarla nel trofeo FIFA. La Nuova Zelanda, inserita nel gruppo A con le padrone di cosa del Canada, oltre che con Cina e Paesi Bassi, non riesce a superare la fase a gironi, pareggiando due incontri e perdendone uno, classificandosi così al quarto posto con due punti.

## Palmarès

### Nazionale
- Coppa delle nazioni oceaniane femminile: 1

2014
- Campionato oceaniano femminile Under 20 di calcio: 1

2014